# Surf Ninjas
Surf Ninjas is een computerspel dat werd ontwikkeld door Creative Edge Software en werd uitgegeven door Capstone Software. Het spel kwam in 1994 uit voor Commodore Amiga. Hierna volgde ook andere platforms. Het spel is gebaseerd op de gelijknamige film. De speler speelt de tiener Johnny McQuinn, die een paar ninja moves geleerd heeft. Zijn einddoel is de slechtaardige Chi te verslaan. Het spel voert de speler van Californië naar de Zuid Chinese Zee. De speler kan voorwerpen oppakken en per keer maximaal 1 voorwerp bij zich dragen. Hiermee moeten puzzels opgelost worden gedurende het spel. Het spel scrolt zijwaarts en het perspectief wordt getoond in de derde persoon.

## Platforms
| Platform   | Jaar |
| ---------- | ---- |
| Amiga      | 1994 |
| Amiga CD32 | 1994 |
| DOS        | 1994 |

## Ontvangst
| Beoordeeld door      | Platform   | Datum         | Score |
| -------------------- | ---------- | ------------- | ----- |
| Amiga Joker          | Amiga CD32 | mei 1994      | 25%   |
| Joystick (Frans)     | Amiga CD32 | mei 1994      | 21%   |
| PC Games (Duitsland) | DOS        | december 1993 | 20%   |